# Malá Vrbka
Malá Vrbka là một làng thuộc huyện Hodonín, vùng Jihomoravský, Cộng hòa Séc.